# لويس مراد
لويس مراد هو شاعر قانوني ‏ وكاتب وصحفي وشاعر وسياسي برازيلي، ولد في 18 يونيو 1861 في ريزندي في البرازيل، وتوفي في 11 يوليو 1929 في ريو دي جانيرو في البرازيل. انتخب النائب الاتحادي لريو دي جانيرو ‏.